# La Tour-Maubourg (stanice metra v Paříži)
La Tour-Maubourg je nepřestupní stanice pařížského metra na lince 8 v 7. obvodu v Paříži. Nachází se na křižovatce ulic Boulevard de La Tour Maubourg a Avenue de La Motte-Picquet.

## Historie
Stanice byla otevřena 13. července 1913 jako součást prvního úseku linky 8 mezi stanicemi Opéra a Beaugrenelle (dnes Charles Michels na lince 10).

## Název
Jméno stanice je odvozeno od názvu ulice Boulevard de La Tour Maubourg. Markýz Victor de Fay de Latour-Maubourg (1768–1850) období Francouzské revoluce strávil v emigraci. Za císařství byl generálem a během restaurace Bourbonů ministrem války. V letech 1821–1830 byl také guvernérem Invalidovny.

## Zajímavosti v okolí
- Pařížská invalidovna